# Jagdschloss Ruhpolding

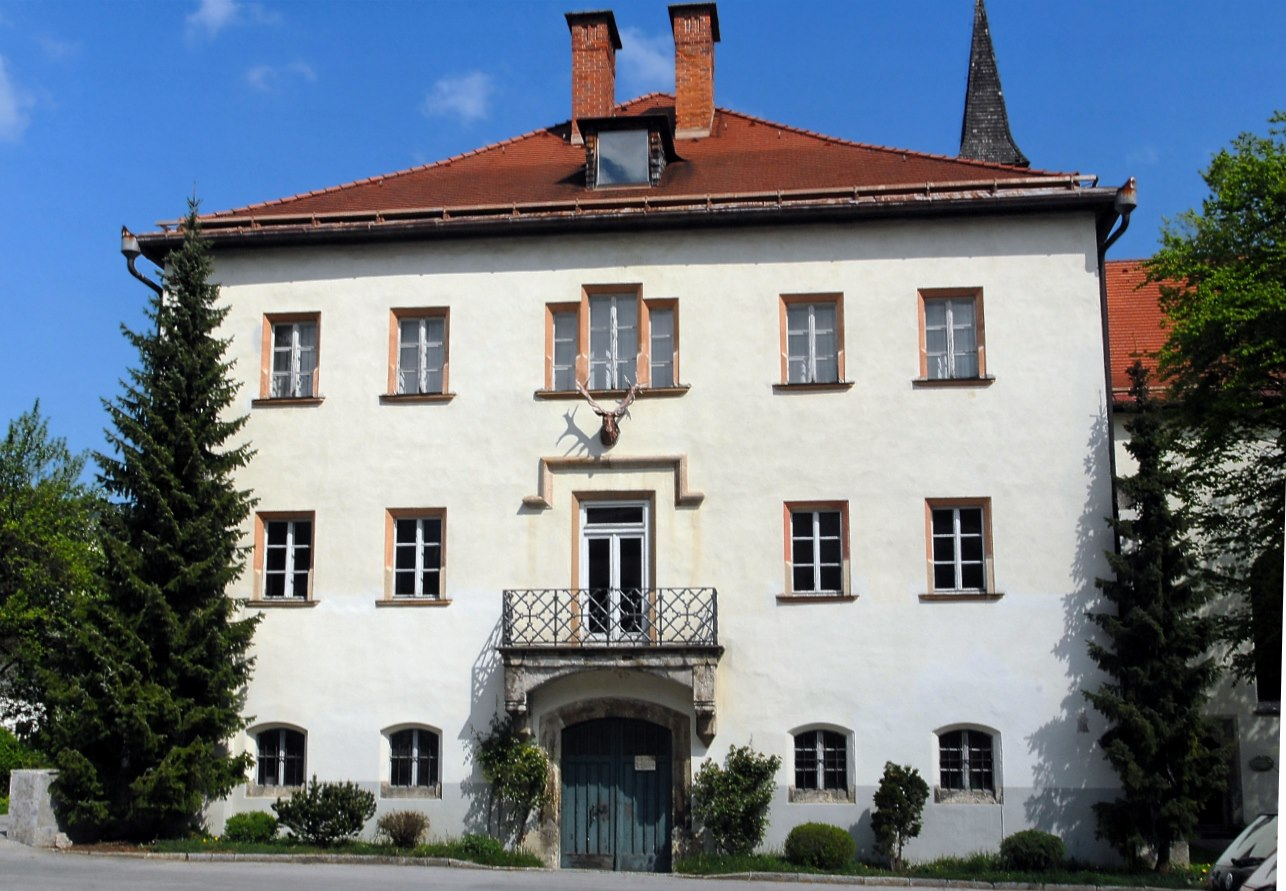
Jagdschloss Ruhpolding

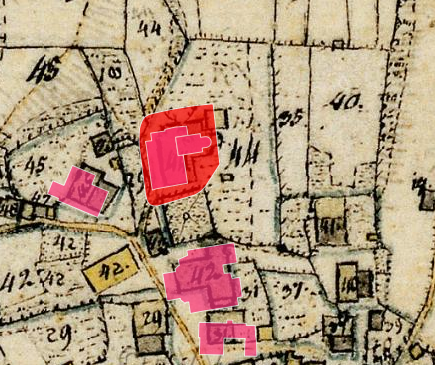
Lageplan von Jagdschloss Ruhpolding auf dem Urkataster von Bayern

Das ehemalige Jagdschloss Ruhpolding wurde 1587 in Ruhpolding für den bayerischen Herzog Wilhelm V. errichtet. Es dient jetzt als Heimatmuseum. Die Anlage ist unter der Aktennummer D-1-89-140-21 als denkmalgeschütztes Baudenkmal von Ruhpolding verzeichnet. Ebenso wird sie als Bodendenkmal unter der Aktennummer D-1-8241-0005 im Bayernatlas als „untertägige frühneuzeitliche Befunde im Bereich des ehem. herzoglichen Jagdschlosses in Ruhpolding mit zugehöriger Hauskapelle“ geführt.

## Geschichte
Das ehemalige herzogliche Jagdschloss mit Hauskapelle wurde 1587 von Martin Raffler für den Herzog Wilhelm V. erbaut. Der quer angeschlossene Kapellenbau wurde 1656 verändert, der Hauptbau später neugotisch überarbeitet. Das Bartholomäus-Schmucker-Heimatmuseum, das sich seit 1972 in den Räumen des ehemaligen Jagdschlosses befindet, zeigt über zwei Etagen eine Sammlung von Gemälden, Uniformen, Trachten, Schmuck, Werkzeugen, Uhren, Fahnen, Schnitzereien, alten Bauernmöbeln, Glas und Porzellan sowie sakraler Gegenstände. Das Museum stützt sich hauptsächlich auf die Sammlung des 1950 verstorbenen Bürgermeisters von Ruhpolding, Bartholomäus Schmucker.